# Plavac mali

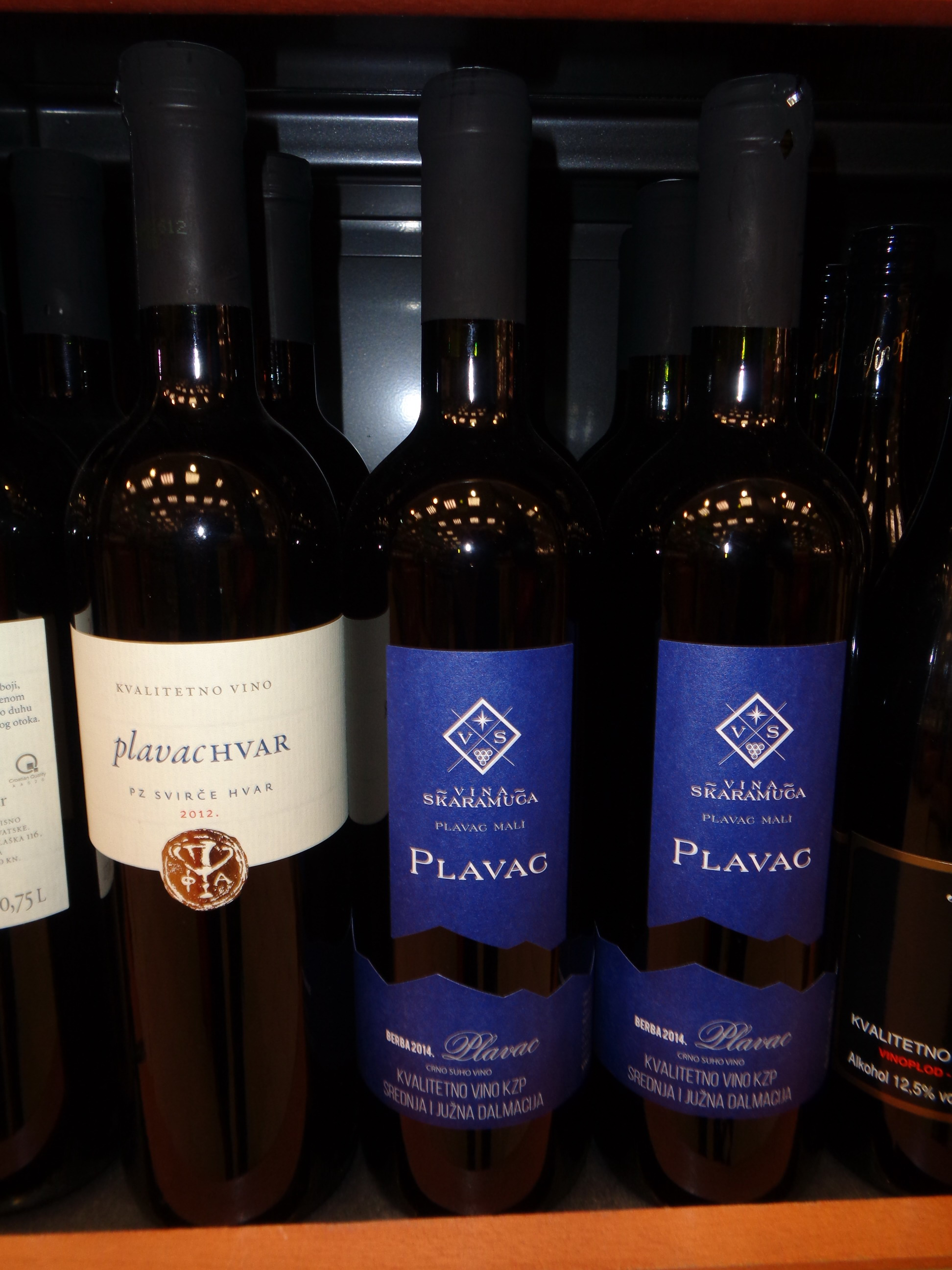
Vin de plavac mali

Le Plavac mali (croate pour « petit bleu ») est variété de raisin noir autochtone et endémique de Croatie et la plus répandue dans ce pays. Il s'agit d'une variété à peau épaisse et à la chair et au jus très sucrés.

## Histoire
La première mention conservée se trouve dans l'ouvrage Der Weinbau des österreichischen Kaiserthums (1821, Franz Ritter von Heintl).
On a cru, pendant plusieurs décennies, que le Plavac mali et le Zinfandel (appelé Crljenak Kaštelanski en Croatie) étaient une seule et même variété de raisin mais des analyses ADN ont révélé, en 1998, qu'il s'agit de deux variétés proches mais distinctes. Des analyses ultérieures ont prouvé que le Plavac mali est une variété issue du Crljenak Kaštelanski et du Dobričić.
Des vignerons d'origine croate ont exporté ce cépage en Californie, dans la Napa Valley.
Parmi les vins utilisant le Plavac mali, on peut citer les rouges Dingač de Pelješac et Postup et le vin rosé Opolo.

## Exigences culturales

### Climatique
Le Plavac mali se plait dans les endroits chauds, très exposés au soleil et venteux. C'est la raison pour laquelle il prospère surtout en bord de mer.

## Potentiel œnologique
Ce raisin donne un vin rouge-rubis très sombre, au bouquet développé, et ayant du corps (tannique et souvent assez alcoolisé). Il donne les meilleurs vins sur la presqu'île de Pelješac, sur la côte sud de l'île de Hvar, ainsi que dans les endroits les mieux exposés des îles de Brač et de Vis.